# (21295) 1996 VN14
(21295) 1996 VN14 est un astéroïde de la ceinture principale découvert en 1996.

## Description
(21295) 1996 VN14 a été découvert le 5 novembre 1996 à l'observatoire de Kitt Peak, situé dans l'Arizona (États-Unis), par le projet Spacewatch de l’université de l'Arizona.

### Caractéristiques orbitales
L'orbite de cet astéroïde est caractérisée par un demi-grand axe de 2,29 UA, un périhélie de 2,13 UA, une excentricité de 0,07 et une inclinaison de 7,47° par rapport à l'écliptique. Du fait de ces caractéristiques, à savoir un demi-grand axe compris entre 2 et 3,2 UA et un périhélie supérieur à 1,666 UA, il est classé, selon la JPL Small-Body Database, comme objet de la ceinture principale.

### Caractéristiques physiques
(21295) 1996 VN14 a une magnitude absolue (H) de 15,5 et un albédo estimé à 0,181.